# Classe H (nave da battaglia)
La classe H fu una serie di corazzate progettate durante gli anni 1930 e gli anni 1940 per la Kriegsmarine. Parte del Piano Z, facevano parte di questo progetto la H39, la H41, la H42, la H43 e la H44: ognuna aveva armamento e dimensioni superiori alla precedente.
Le uniche navi impostate furono 2 vascelli della classe H39, ma la costruzione fu interrotta allo scoppio della Seconda guerra mondiale.

## H39

### Caratteristiche generali
Il progetto H39 nasceva come evoluzione della classe Bismarck, infatti la H39 aumentava il calibro dei cannoni a 406 mm, ciò fu fatto per competere con la classe North Carolina statunitense. La H39 era lunga 266 m alla linea di galleggiamento e 278 m fuori tutto.